# 10. People’s Choice Awards-gála
A 10. People’s Choice Awards-gála az 1983-as év legjobb filmes, televíziós és zenés alakításait értékelte. A díjátadót 1984. március 15-én tartották, a műsor házigazdája Andy Williams volt. A ceremóniát a CBS televízióadó közvetítette.

## Győztesek és jelöltek
Forrás:

### Film
| Az év filmje                          | Az év ifjú filmsztárja |
| ------------------------------------- | ---------------------- |
| Star Wars VI. rész – A Jedi visszatér | Brooke Shields         |
| Az év férfi filmsztárja               | Az év női filmsztárja  |
| - Clint Eastwood - Burt Reynolds      | Meryl Streep           |

### Televízió
| Az év férfi tévés sztárja            | Az év női tévés sztárja               |
| ------------------------------------ | ------------------------------------- |
| Tom Selleck                          | Linda Evans                           |
| Az év visszatérő férfi tévés sztárja | Az év visszatérő női tévés sztárja    |
| Michael Jackson                      | - Barbara Mandrell - Barbra Streisand |
| Az év vígjátéka                      | Az év drámaműsora                     |
| Three's Company                      | - Külvárosi Körzet - Dinasztia        |
| Az év új vígjátéka                   | Az év új drámaműsora                  |
| Webster                              | Hotel                                 |
| Az év minisorozata                   | Az év ifjú tévés sztárja              |
| A tövismadarak                       | Emmanuel Lewis                        |
| Az év új sorozata                    | Az év gyerekműsora                    |
| A szupercsapat                       | Szezám utca                           |
| Az év férfi előadója új tévéműsorban | Az év női előadója új tévéműsorban    |
| Mr. T                                | Madeline Kahn                         |

### Zene
| Az év dala                                               | Az év dala            |
| -------------------------------------------------------- | --------------------- |
| Michael Jackson - "Thriller"                             |                       |
| Az év filmes dala                                        | Az év countryelőadója |
| Irene Cara - "Flashdance... What a Feeling" (Flashdance) | Kenny Rogers          |

## Fordítás
- Ez a szócikk részben vagy egészben  a(z)   10th People's Choice Awards című angol Wikipédia-szócikk fordításán alapul.  Az eredeti cikk szerkesztőit annak laptörténete sorolja fel. Ez a jelzés csupán a megfogalmazás eredetét és a szerzői jogokat jelzi, nem szolgál a cikkben szereplő információk forrásmegjelöléseként.